# Joan de Déu
Joan de Déu (Montemor-o-Novo, Portugal, 8 de març de 1495 - Granada, 8 de març de 1550) va ser un religiós portuguès, fundador de l'Orde Hospitalari de Sant Joan de Déu. És venerat com a sant per l'Església catòlica.

## Biografia
Batejat com a João Cidade Duarte, va néixer en 1495 a Montemor-o-Novo, al si d'una família humil. Amb deu anys, es va instal·lar a Oropesa (Toledo), a casa de Francisco Cid Mayoral, a qui servia com a pastor. Als 27 anys (1523) es va allistar a l'exèrcit de Carles I d'Espanya, a infanteria, sota el comandament de Juan Ferruz, i participà en la defensa d'Hondarribia contra els francesos. Estant a la cura de la caixa de la companyia, va perdre-la i va estar a punt d'ésser penjat per aquesta causa. El 1532 va combatre amb les tropes del comte d'Oropesa al setge de Viena, contra Solimà I.

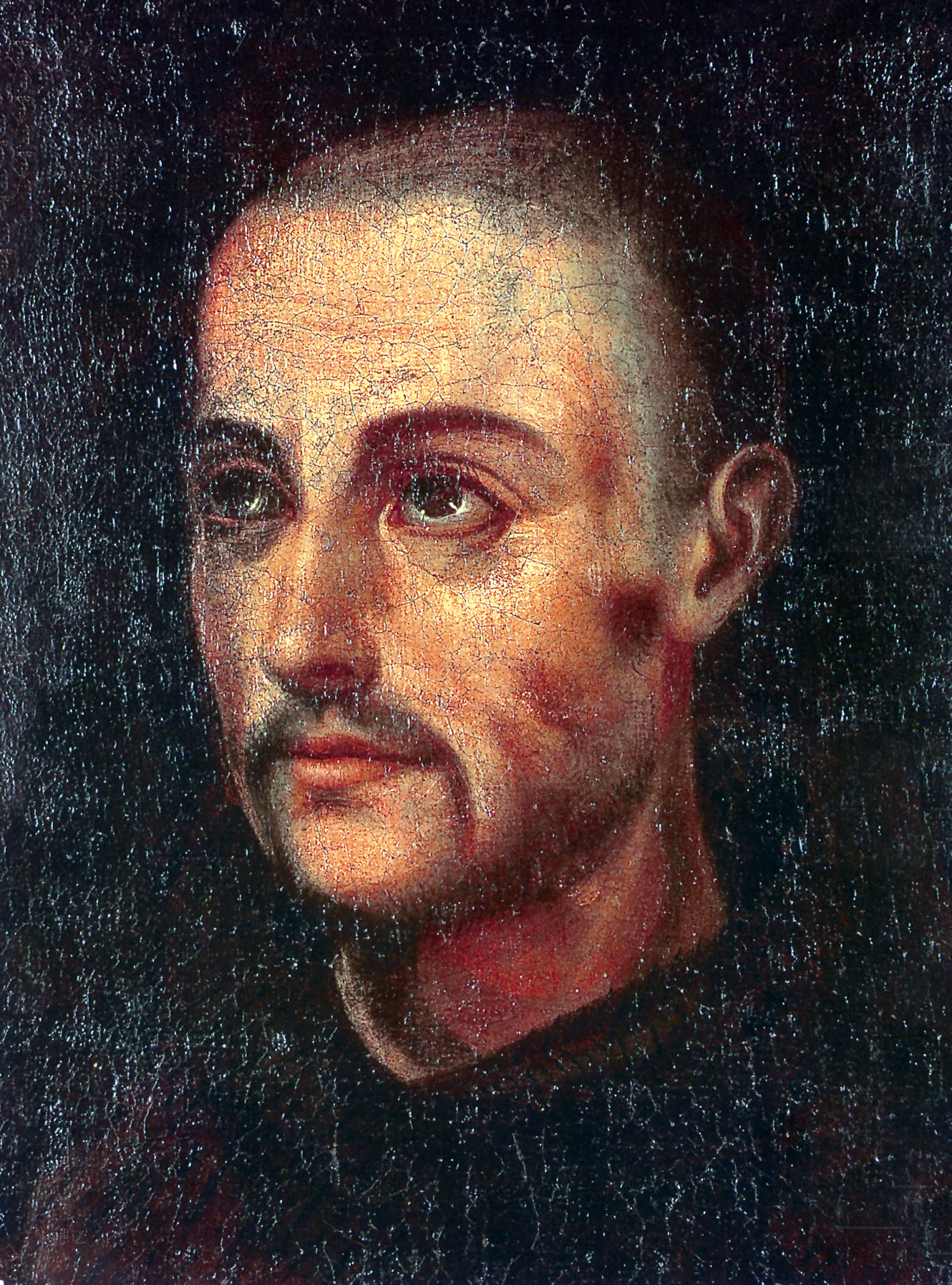
Retrat contemporani, per Pedro Raxis

Va tornar a Espanya per la costa gallega i va visitar Portugal, on trobà que els seus pares havien mort. Anà a Andalusia i, passant per Gibraltar, va embarcar per anar a l'Àfrica. Al vaixell, és contractat com a servent per Almeida, cavaller que amb la seva muller i quatre filles partia cap a Ceuta. A Ceuta, van caure tots malalts i van exhaurir els seus cabals, amb la qual cosa van haver de demanar ajut a João Cidade Duarte que, mogut per la compassió, va començar a treballar en la construcció de les muralles de la ciutat, destinant-ne el salari a la família Almeida.
En tornar, s'instal·la a Gibraltar, on es fa venedor ambulant de llibres, estampes i impresos de canya i cordill. Marxa a Granada i, en 1538, hi obre una llibreria a la Puerta de Elvira, on comença el seu contacte amb els llibres de temàtica religiosa. El 20 de gener de 1539, mentre sent un sermó de sant Joan d'Àvila a l'ermita dels Mártires, va convertir-se: commogut pel que havia sentit, decideix renunciar al seu estil de vida. Se'n desfà dels llibres que venia i, deixat, comença a pidolar per la ciutat; es comporta com un foll i els nens se'n burlen, fins que és tancat a l'Hospital Real, com a boig. A l'hospital coneix com viuen els malalts i pidolaires i medita sobre l'existència.
En sortir, demana consell a Joan d'Àvila i aquest el fa fer un pelegrinatge al santuari de Guadalupe (Càceres). Un cop allí, i als peus de la Mare de Déu, promet dedicar la seva vida al servei dels pobres, malalts i necessitats del món. Torna a Granada a la tardor i comença a treballar en el que s'havia proposat. Treballa i demana almoina per a obtenir recursos, que fa servir per a atendre els necessitats. Al començament, Joan fa servir les cases de gent generosa per a acollir temporalment els malalts, però aviat lloga una casa, al carrer de Lucena, que fa servir com a hospital. La seva fama creix a la ciutat i comença a ésser anomenat Joan de Déu.

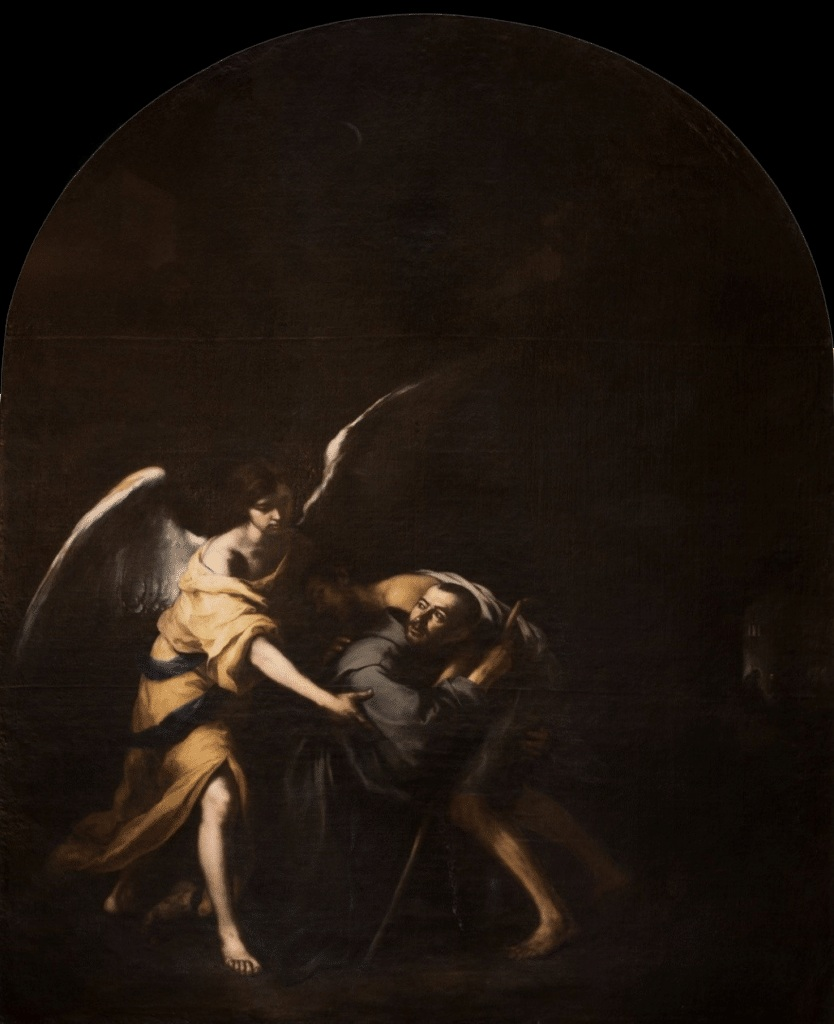
Pintura de B. E. Murillo, 1672 (Madrid, Prado)
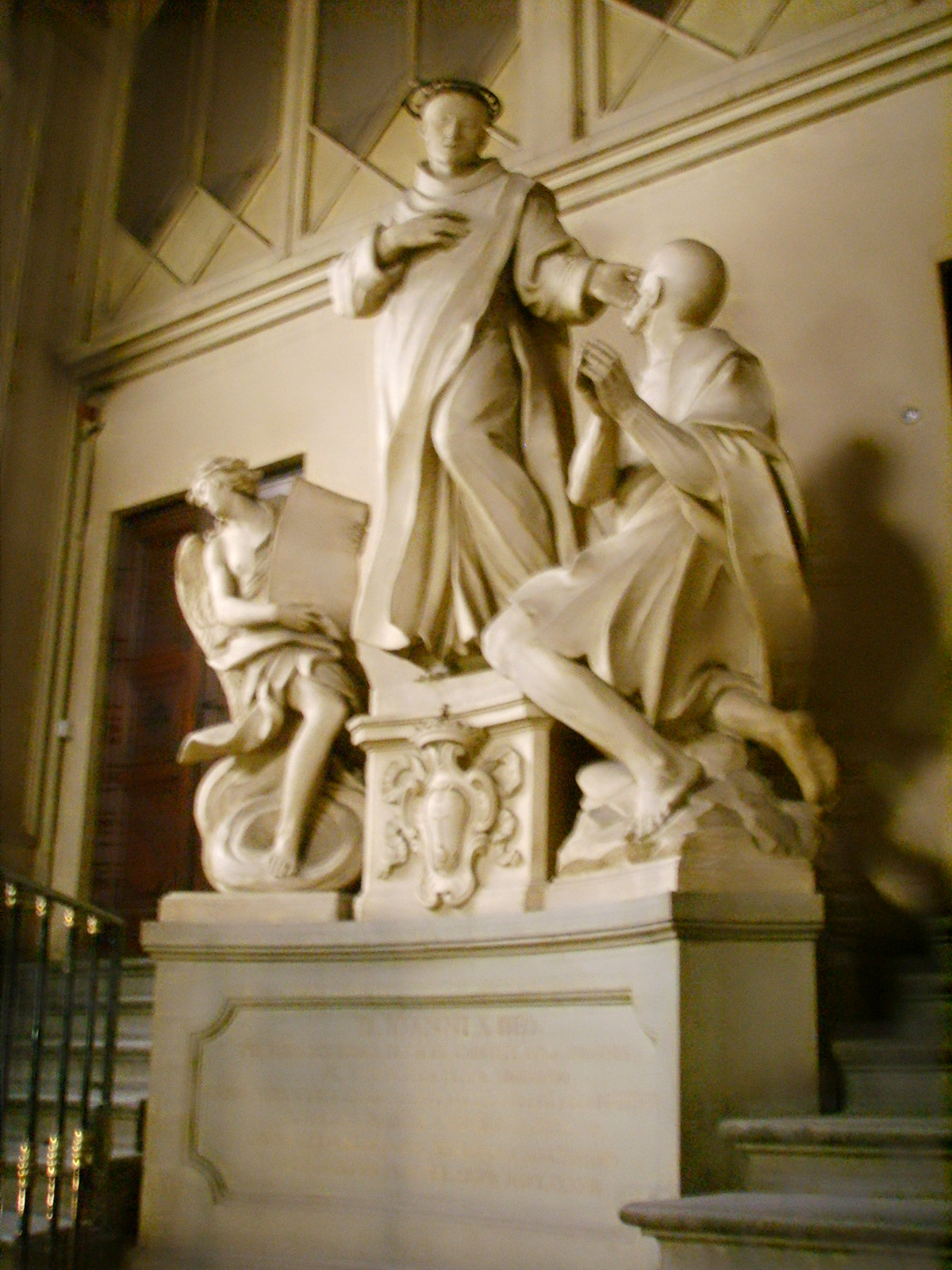
Escultura de Girolamo Ticciati, s. XVII (S. Giovanni di Dio, Florència)
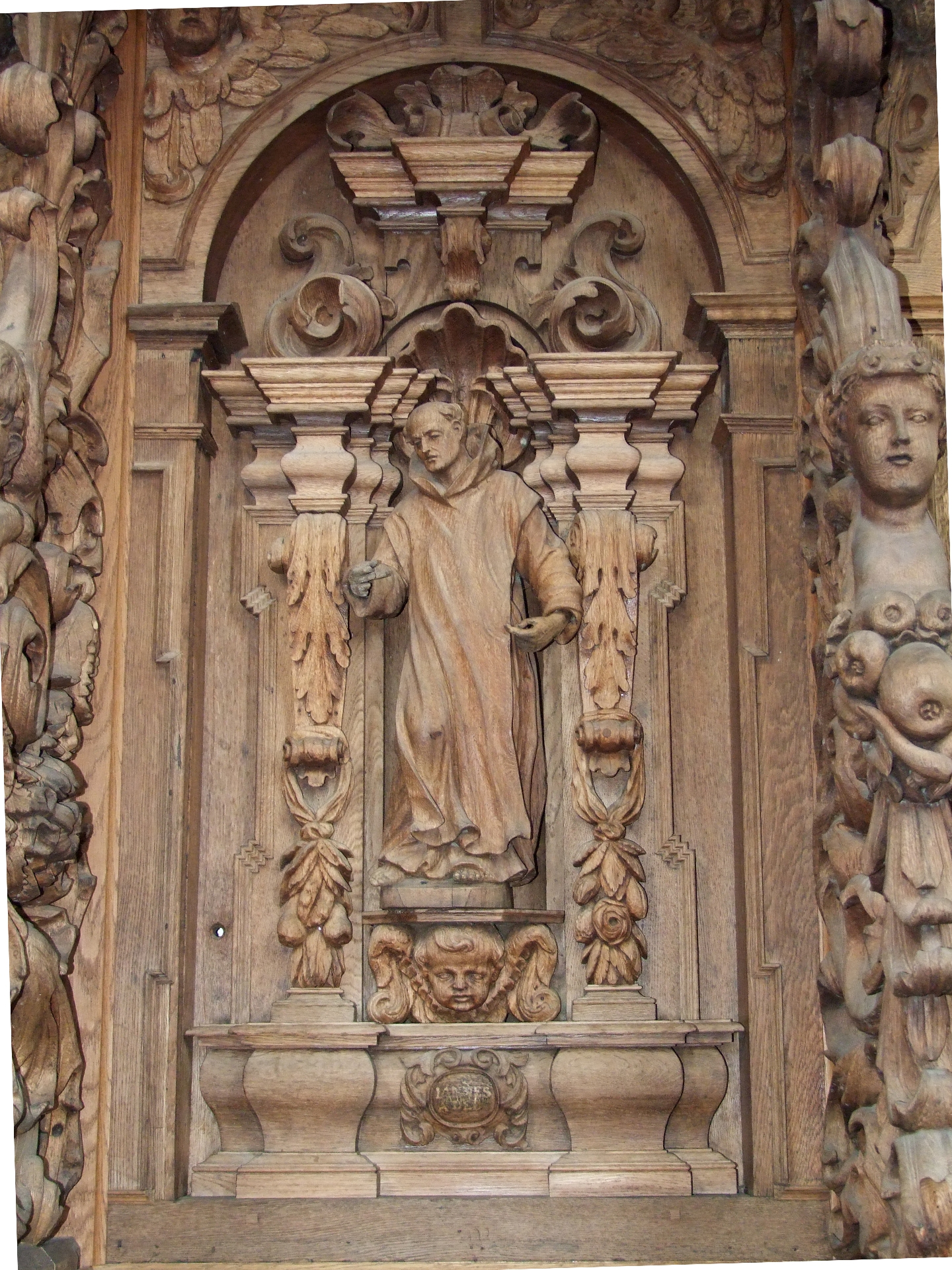
Talla del cadirat del cor de la Cartoixa de Buxheim (Alemanya), s. XVIII
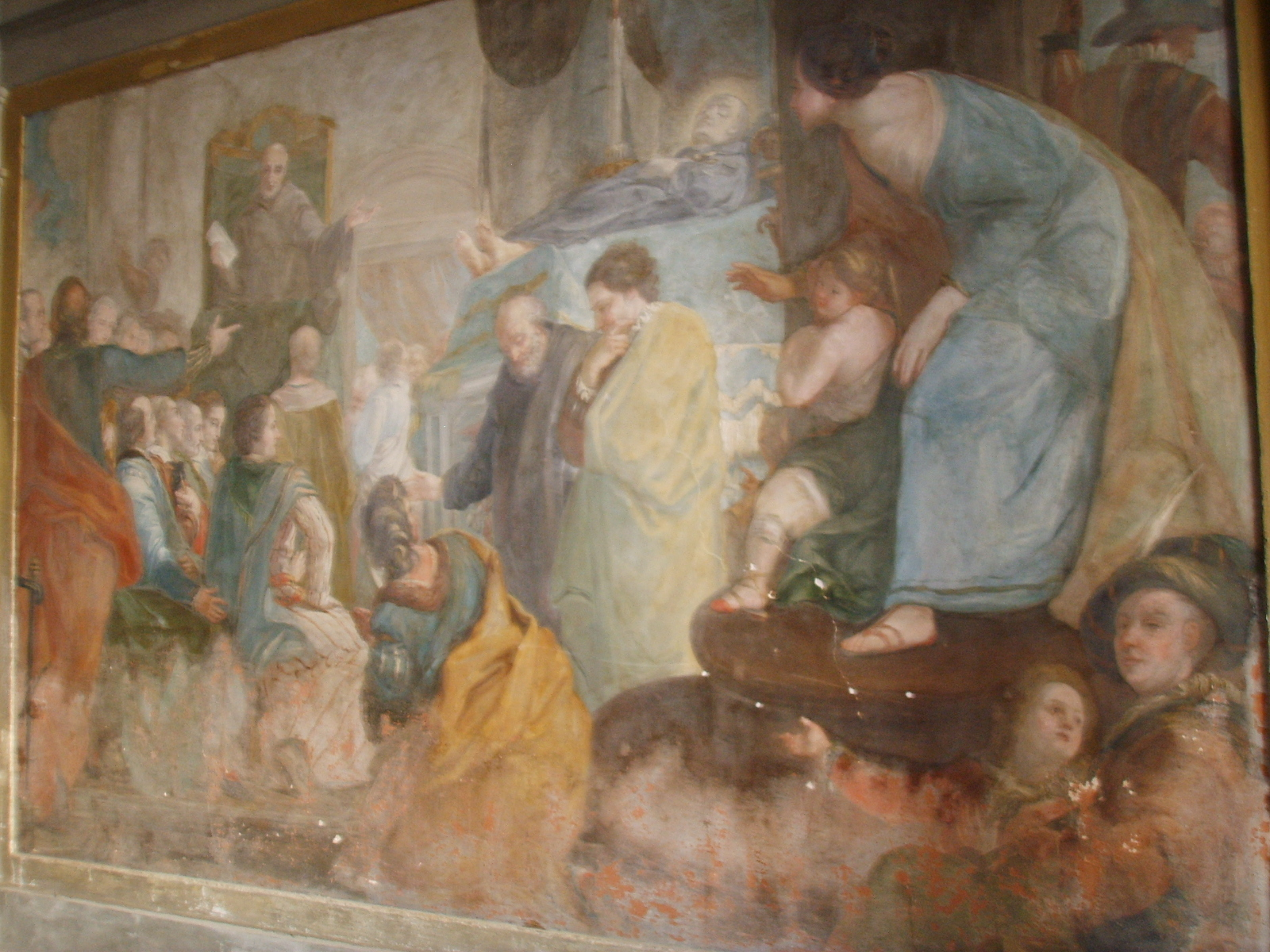
Mort de Sant Joan, per Rinaldo Botti, s. XVII (S. Giovanni di Dio, Florència)
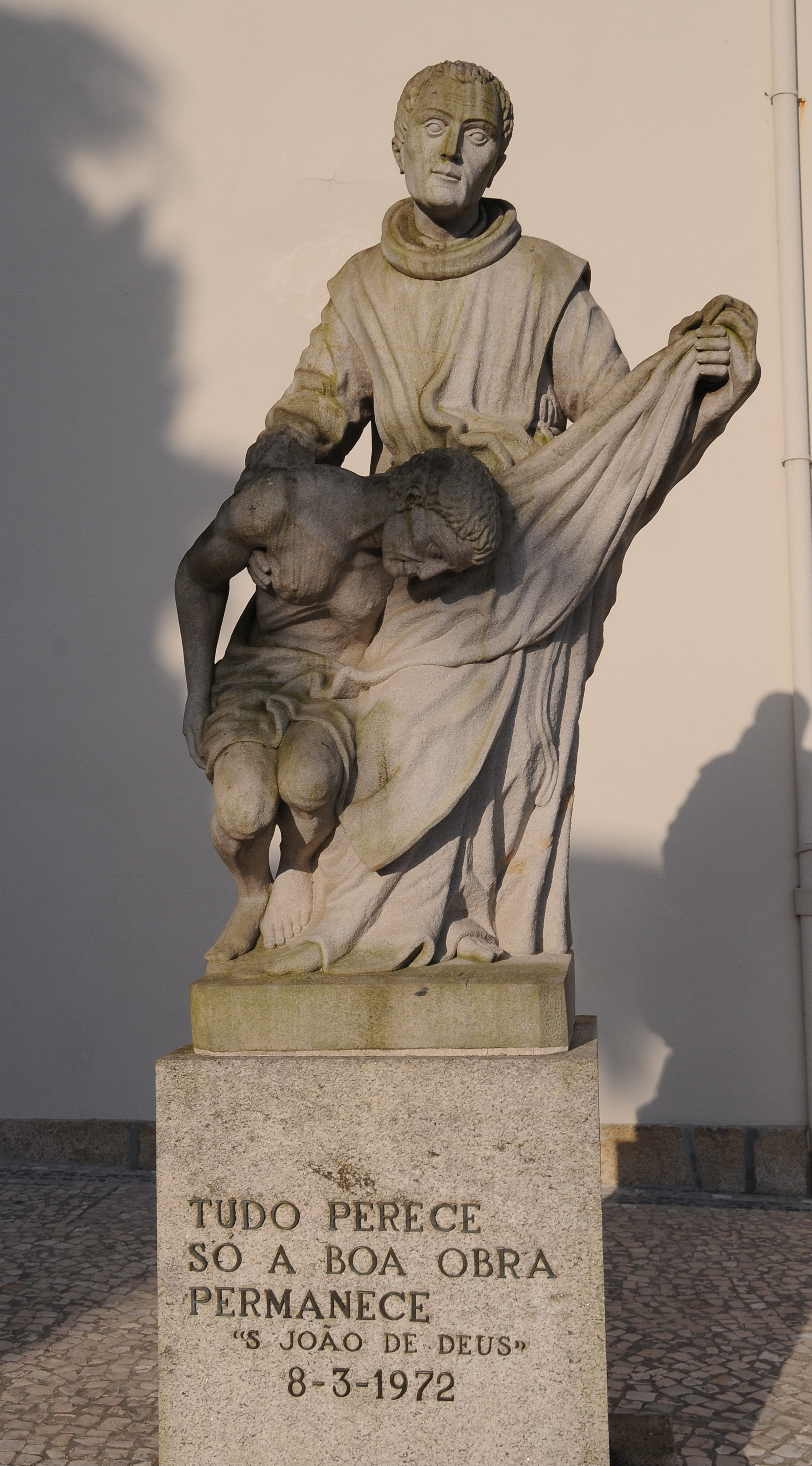
Estàtua de Sant Joan de Déu a Vilar de Frades, Barcelos, Portugal.

Ha d'obrir un altre hospital, a la Cuesta de Gomérez. Es considera un innovador en la manera d'atendre els malalts i en la concepció del que ha de ser un hospital, que fins llavors era només un "contenidor" on deixar els malalts, sense cura addicional. La seva tasca atreu d'altres persones que volen imitar-lo; a partir de la seva obra es crearà un orde religiós que prendrà el nom d'Orde Hospitalari de Sant Joan de Déu. Un dels deixebles directes de Joan, Anton Martin, fundarà el primer hospital de l'orde fora de Granada, a Madrid.
El 8 de març de 1550, als 55 anys, va morir a Granada, víctima d'una pneumònia que havia contret quan es va llençar al Genil per salvar un jove que hi havia caigut.

## Veneració
Va ésser beatificat per Urbà VIII l'1 de setembre de 1630 i canonitzat pel papa Alexandre VIII el 16 d'octubre de 1690. És patró dels hospitals i malalts. El 1930 fou nomenat pel papa "patró dels infermers i de les seves associacions". Per la seva professió de llibreter, en algunes zones (Andalusia i Sud-amèrica) també és patró dels llibreters. Per haver salvat els pacients de l'Hospital Real de Granada durant un incendi, també és, a Espanya i altres llocs, patró dels bombers.

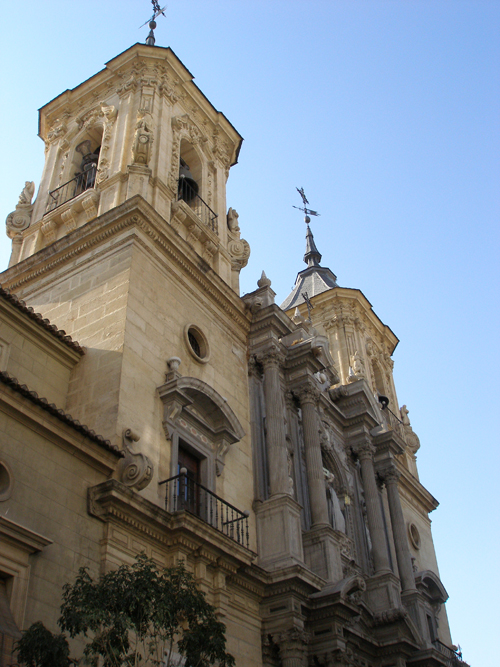
Basílica de Granada
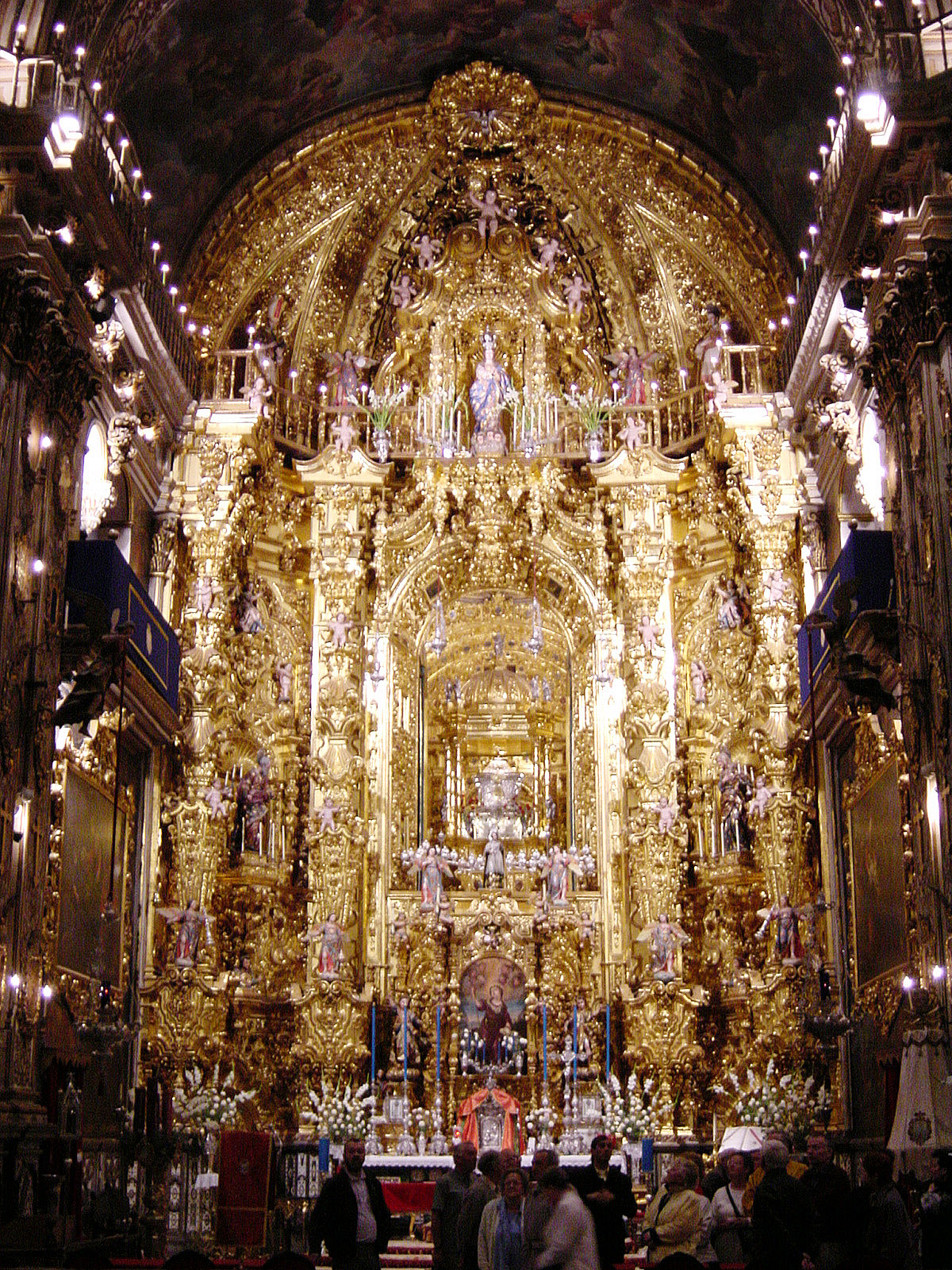
Retaule major de la basílica de S. Juan de Dios (Granada), s. XVIII
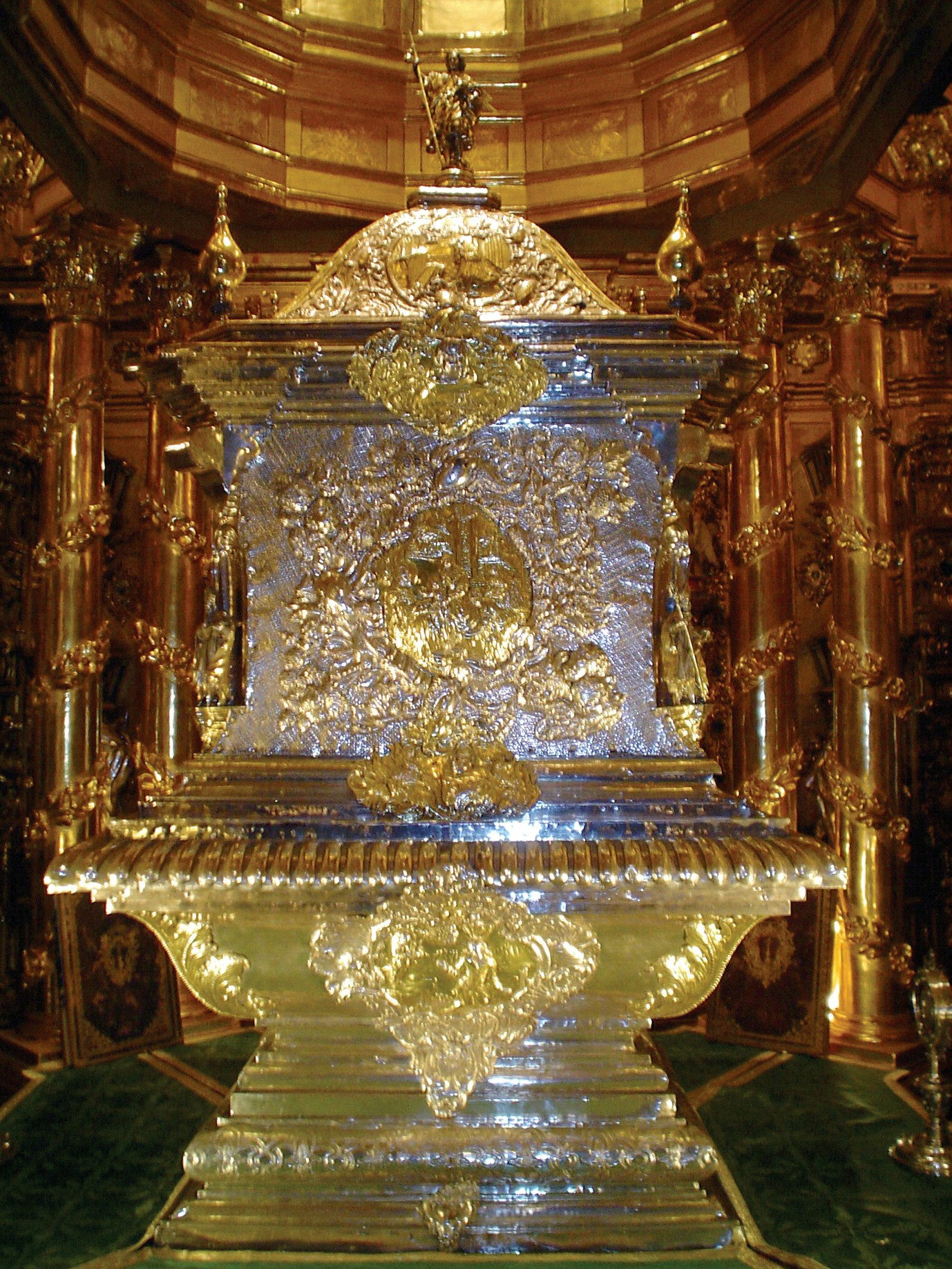
Urna amb les restes del sant, al centre del retaule major
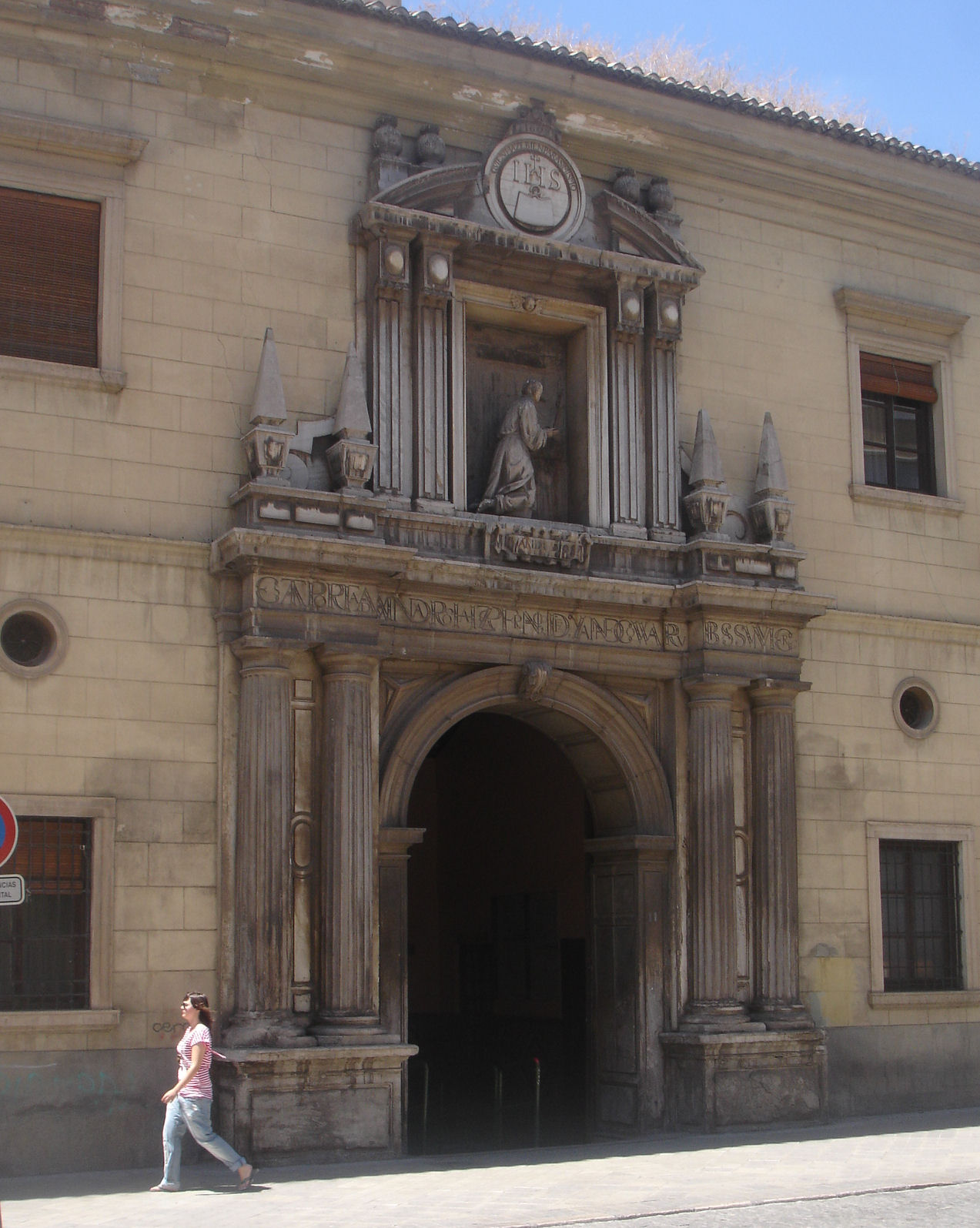
Hospital de S. Juan de Dios de Granada
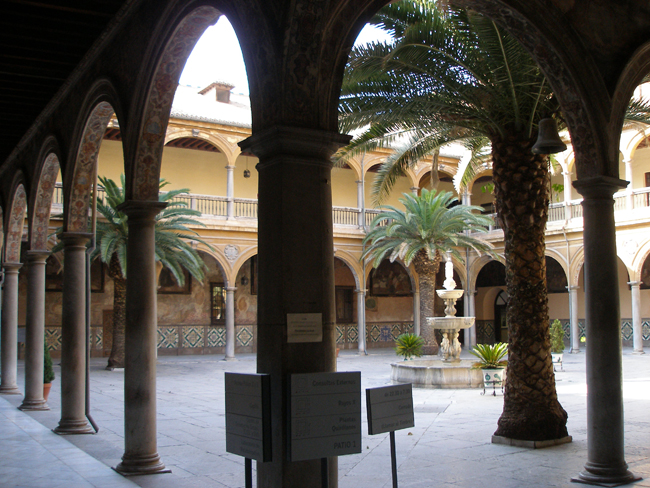
Claustre de l'Hospital de Granada